# 1997
Il 1997 (MCMXCVII in numeri romani) è un anno  del XX secolo.

## Eventi

### Gennaio
- 8 gennaio – il Principato di Monaco inizia i festeggiamenti per il 700º anniversario di regno della famiglia Grimaldi, che conquistò il potere sul territorio nel 1297 con il guelfo Francesco Grimaldi (sovranità ufficialmente riconosciuta dal re di Francia Carlo VIII nel 1489).
- 12 gennaio – Piacenza: l'ETR 460 "Pendolino" deraglia all'entrata della stazione medesima provocando 8 morti e 29 feriti. Nel mezzo del convoglio si trova anche l'ex presidente della Repubblica Francesco Cossiga, per cui molti pensano si tratti di attentato; l'ipotesi ancora più credibile, complice la scomparsa dei macchinisti, rimane il guasto tecnico.
- 14 gennaio – alcuni archeologi greci dichiarano di aver scoperto ad Atene i resti di quello che potrebbe essere il Liceo di Aristotele.
- 18 gennaio – Ruanda: alcuni membri della milizia Hutu uccidono 6 operatori di soccorso spagnoli e 3 soldati.
- 19 gennaio – Palestina: Yasser Arafat ritorna a Hebron dopo oltre 30 anni e partecipa alle celebrazioni per l'annessione della città alla Cisgiordania.
- 20 gennaio – USA: Bill Clinton inizia il suo secondo mandato come Presidente degli Stati Uniti d'America.
- 22 gennaio – USA: Madeleine Albright è la prima donna a essere nominata Segretario di Stato degli Stati Uniti d'America.
- 27 gennaio – viene rivelato che i musei francesi posseggono oltre 2.000 pezzi rubati dai nazisti.
- 31 gennaio – in Giappone viene immesso sul mercato Final Fantasy VII.

### Febbraio
- 4 febbraio
  - Mentre si dirigevano in Libano, due elicotteri da trasporto si scontrano; muoiono 73 persone
  - Il presidente serbo Slobodan Milošević riconosce la vittoria delle opposizioni nelle elezioni del novembre precedente.
- 22 febbraio
  - viene annunciato il successo della prima clonazione di un mammifero da cellule di un individuo adulto, la pecora Dolly.
- 24 febbraio – viene aperto, in Italia, il primo SMS Provider del mondo.
- 27 febbraio – il divorzio diventa legale nella Repubblica d'Irlanda.
- 28 febbraio – Sparatoria di North Hollywood: una coppia di rapinatori e polizia si scontrano a fuoco dopo una rapina in banca a Los Angeles.

### Marzo
- 4 marzo – Stati Uniti: il presidente Bill Clinton vieta i finanziamenti federali per qualsiasi ricerca sulla clonazione umana.
- 6 marzo – Sri Lanka: le Tigri Tamil occupano una base militare e uccidono più di 200 persone.
- 9 marzo – il rapper Notorious B.I.G. viene assassinato a Los Angeles.
- 11 marzo – Giappone: Incidente nucleare di Tokaimura: una quarantina di lavoratori sono esposti alla radioattività.
- 13 marzo
  - India: le missionarie della carità scelgono sorella Nirmala per succedere a Madre Teresa di Calcutta.
  - Phoenix: delle luci appaiono sopra la città suscitando la curiosità di oltre 10000 persone.
- 18 marzo – Russia: in un incidente aereo nei pressi della città di Čerkessk perdono la vita tutte le 50 persone a bordo di un Antonov An-24.
- 22 marzo
  - La Cometa Hale-Bopp ha il suo approccio più vicino alla terra.
  - Tara Lipinski, 14 anni, diventa la più giovane donna a vincere il campionato mondiale di pattinaggio artistico.
- 24 marzo – Los Angeles: il film Il paziente inglese del britannico Anthony Minghella è il trionfatore dell'edizione numero 69 degli Oscar con nove premi vinti, incluso miglior film e regista.
- 26 marzo – 39 membri della setta di Heaven's Gate si uccidono insieme.
- 28 marzo – Canale d'Otranto: la motovedetta albanese Kater i Rades affonda dopo una collisione con una corvetta della Marina Militare italiana: muoiono 81 persone.
- 31 marzo – Martina Hingis diventa la più giovane numero uno della storia del tennis a soli 16 anni.

### Aprile
- 3 aprile – Algeria: 53 abitanti di Talit vengono uccisi dalla guerriglia islamica.
- 4 aprile – Oviedo, Spagna: firmata la "Convenzione per la protezione dei diritti dell'uomo e la dignità dell'essere umano riguardo alle applicazioni della biologia e della medicina".
- 18 aprile – USA: il Red River del Nord rompe i propri argini e si riversa in Grand Forks, Dakota del Nord e Grand Forks est, Dakota del Sud causando circa due miliardi di dollari di danni.
- 23 aprile – Algeria: vengono uccise 42 persone nel villaggio di Omaria.
- 29 aprile – Cina: nella provincia cinese di Hunan due treni si schiantano provocando 126 morti.

### Maggio
- Maggio – Sud-est asiatico: inizio di una grave crisi economica
- 1º maggio – Regno Unito: i laburisti di Tony Blair vincono le elezioni dopo 18 anni di governo conservatore.
- 3 maggio – Il Regno Unito vince il 42° Eurovision Song Contest a Dublino, Irlanda.
- 9 maggio
  - Venezia: un gruppo di nazionalisti Veneti (definiti dai media "i Serenissimi") dirottano un ferry boat e, giunti in piazza San Marco, occupano per breve tempo il campanile di San Marco.
  - Roma: all'interno della cittadella universitaria de "La Sapienza" la studentessa ventiduenne di giurisprudenza Marta Russo viene raggiunta in modo letale da un colpo d'arma da fuoco.
- 10 maggio – Iran: Terremoto del Qa'en del 1997: perdono la vita 1.572 persone e più di 2.300 vengono ferite.
- 11 maggio – Informatica/Scacchi: nella sfida tra Deep Blue della IBM e Garry Kasparov per la prima volta un computer batte a scacchi un grande maestro.
- 17 maggio – Zaire: il leader ribelle Laurent-Désiré Kabila si autoproclama presidente mentre il dittatore Mobutu Sese Seko ripara all'estero, mettendo fine alla prima guerra del Congo. Il paese viene ribattezzato Repubblica Democratica del Congo.
- 23 maggio - Iran: Seyyed Mohammad Khatami viene eletto presidente della Repubblica islamica. Sarà confermato per un secondo mandato nel 2001.
- 27 maggio
  - Germania: Nella città bavarese di Würzburg viene presentato La cattedrale e il bazaar, manifesto del movimento open source.
  - Stati Uniti: il secondo tornado più catastrofico degli anni 1990 colpisce la città di Jarrell nel Texas provocando 27 morti.

### Giugno
- 27 giugno – termina la guerra civile in Tagikistan.
- 29 giugno – referendum istituzionale in Albania per decidere se mantenere la repubblica parlamentare o restaurare una monarchia con Leka Zogu. Nonostante le accuse di irregolarità, vince la prima col 66,7% dei voti.
- 30 giugno – ventunesima applicazione del secondo intercalare (minuto di 61 secondi).

### Luglio
- 1º luglio – il Regno Unito restituisce alla Cina la sovranità su Hong Kong. Questo segna la fine formale dell'Impero Britannico.
- 6 luglio – la sonda Mars Pathfinder si posa su Marte.
- 10 luglio – Londra: scienziati divulgano i risultati delle loro analisi del DNA di uno scheletro di Uomo di Neanderthal, che confermano la teorie dell'evoluzione umana fuori dall'Africa, collocando l'Era africana da 100.000 a 200.000 anni fa.
- 13 luglio – Cuba: i resti di Che Guevara tornano a Cuba per la sepoltura, a fianco di alcuni dei suoi compagni.
- 15 luglio – Miami: lo stilista italiano Giovanni Maria Versace viene assassinato davanti alla propria abitazione di Miami Beach per mano di Andrew Cunanan, un killer psicopatico accusato di altri quattro omicidi.
- 22 luglio - Giappone: viene pubblicato il primo capitolo di One Piece sul Weekly Shōnen Jump.
- 25 luglio – India: Kocheril Raman Narayanan viene eletto come decimo presidente. È il primo della casta Dalit.
- 27 luglio – Algeria: vengono uccise 50 persone presso Larbaâ.
- 30 luglio – Israele: Attentato di Gerusalemme: perdono la vita 16 persone e 178 vengono ferite.

### Agosto
- 3 agosto – Algeria: vengono uccisi tra i 40 e i 70 cittadini algerini nei pressi di Arib.
- 6 agosto – il volo Korean Air 801 precipita nei pressi dell'aeroporto di Guam a causa di un errore di navigazione. Muoiono 228 persone.
- 11 agosto – due delle tre isole delle Comore – Mohéli e Anjouan – provano a tornare sotto il dominio francese. Il primo ministro francese Jacques Chirac però rifiuta di ricolonizzare le due isole.
- 20 agosto – Algeria: vengono uccise 60 persone e 15 rapiti nel massacro di Souhane.
- 26 agosto – Algeria: vengono uccise 60-100 persone nel massacro di Ben Ali.

### Settembre
- 5 settembre
  - Algeria: vengono uccise più di 87 persone presso Beni Messous.
  - Il Comitato Olimpico Internazionale sceglie Atene come sede delle Olimpiadi del 2004.
- 6 settembre – piuù di 2 miliardi di persone  in tutto il  mondo seguono i funerali della principessa Diana, deceduta il 31 agosto a Parigi in un incidente automobilistico.
- 7 settembre – primo volo dell'F-22 Raptor
- 11 settembre – Regno Unito: gli scozzesi votano per il proprio parlamento dopo 290 anni di unione con l'Inghilterra.
- 15 settembre – Stati Uniti d'America: nasce Google.
- 19 settembre – Algeria: vengono uccise 53 persone vicino alla città di Beni Slimane.
- 26 settembre – Italia: il Terremoto di Umbria e Marche causa ingenti danni alla Basilica di San Francesco ad Assisi.

### Ottobre
- 2 ottobre
  - Amsterdam: i 15 stati dell'Unione europea firmano il trattato di Amsterdam.
  - Gli scienziati inglesi Moira Bruce e John Collinge, con altri loro colleghi, scoprono una nuova variante della malattia di Creutzfeldt-Jakob (MCJ) legata all'encefalopatia spongiforme bovina.
- 8 ottobre – Bordeaux/Francia: inizia il processo al criminale nazista Maurice Papon.
- 9 ottobre – lo scrittore e regista italiano Dario Fo viene insignito del Premio Nobel per la letteratura.
- 15 ottobre – viene lanciata la sonda spaziale Cassini-Huygens.
- 16 ottobre – viene pubblicata sul New York Times la prima foto a colori.
- 26 ottobre – Europa: in Italia entrano in vigore gli accordi di Schengen.
- 31 ottobre – a Milano, presso l'Ospedale Galeazzi, 11 persone muoiono carbonizzate nell'incendio di una camera iperbarica.

### Novembre
- 11 novembre – Mary McAleese viene eletta come ottavo Presidente dell'Irlanda in successione a Mary Robinson.
- 17 novembre – Egitto: Massacro di Luxor: al tempio funerario di Hatshepsut vengono uccise 62 persone da 6 militanti islamici.

### Dicembre
- 1º dicembre – Europa: in Austria entrano in vigore gli Accordi di Schengen.
- 10 dicembre – la capitale del Kazakistan è spostata da Almaty ad Astana.
- 11 dicembre – Kyōto: alla Convenzione quadro delle Nazioni Unite sui cambiamenti climatici, viene redatto un Protocollo che prevede la riduzione entro il 2012 delle emissioni dei cosiddetti gas serra del 5,2% rispetto al 1990.
- 22 dicembre – Messico: Strage di Acteal: un gruppo paramilitare messicano massacra una comunità indigena nell'ora della messa; muoiono quarantacinque persone, tra cui quattro donne incinte.
- 27 dicembre – il leader paramilitare protestante Billy Wright viene assassinato in Irlanda del Nord.
- 29 dicembre – Hong Kong: a causa di un'epidemia potenzialmente mortale vengono uccisi oltre un milione di polli.

## Arte, cultura e spettacolo
- Videogiochi
  - Fox Interactive pubblica Croc: Legend of the Gobbos, un videogioco di Argonaut Software.
  - Game Arts pubblica Grandia
  - Namco pubblica Tekken 3
  - GT Interactive pubblica Oddworld: Abe's Oddysee
  - Squaresoft pubblica Final Fantasy VII
  - Rockstar North e ASC Games pubblicano Grand Theft Auto
- Romanzi
  - Viene pubblicata la prima edizione di Harry Potter e la pietra filosofale, il primo libro della saga
- Manga
  - Viene pubblicato il primo volume di One Piece per la prima volta in Giappone
- Cinema
  - Debuttano nelle sale Titanic, Il mondo perduto - Jurassic Park, Men in Black, Anastasia, Tre uomini e una gamba e La vita è bella

## Musica
- 13 gennaio: debutta la canzone Your Woman (come anticipazione dell'album Women in Technology di White Town)
- 16 febbraio: esce l’album Something Wild dei Children of Bodom
- 26 marzo: debutta la canzone Barbie Girl (come parte dell'album Aquarium degli Aqua)
- 15 maggio: esce l'album Blood on the Dance Floor: HIStory in the Mix di Michael Jackson
- 21 maggio: i Radiohead pubblicano il loro terzo album: OK Computer.
- 16 giugno: debutta la canzone Bitter Sweet Symphony (come anticipazione dell'album Urban Hymns dei The Verve)
- 25 agosto:
  - esce il singolo Karma Police dei Radiohead.
  - esce l'album Homework dei Daft Punk
- 28 ottobre: debutta la colonna sonora del film di animazione Anastasia (tra cui la canzone Journey to the Past di Aaliyah)
- 18 novembre: debutta la colonna sonora del film Titanic (tra cui la canzone My Heart Will Go On di Céline Dion)
- 18 dicembre: debutta (al cinema) la colonna sonora del film La vita è bella

## Nati
Ci sono circa 5 100 voci su persone nate nel 1997; vedi la pagina Nati nel 1997 per un elenco descrittivo o la categoria Nati nel 1997 per un indice alfabetico.

## Morti
Ci sono circa 1 430 voci su persone morte nel 1997; vedi la pagina Morti nel 1997 per un elenco descrittivo o la categoria Morti nel 1997 per un indice alfabetico.

## Calendario
| Calendario 1997 | Calendario 1997 | Calendario 1997 | Calendario 1997 | Calendario 1997 | Calendario 1997 | Calendario 1997 | Calendario 1997 | Calendario 1997 | Calendario 1997 | Calendario 1997 | Calendario 1997 | Calendario 1997 | Calendario 1997 | Calendario 1997 | Calendario 1997 | Calendario 1997 | Calendario 1997 | Calendario 1997 | Calendario 1997 | Calendario 1997 | Calendario 1997 | Calendario 1997 | Calendario 1997 | Calendario 1997 | Calendario 1997 | Calendario 1997 | Calendario 1997 | Calendario 1997 | Calendario 1997 | Calendario 1997 | Calendario 1997 | Calendario 1997 |
| --------------- | --------------- | --------------- | --------------- | --------------- | --------------- | --------------- | --------------- | --------------- | --------------- | --------------- | --------------- | --------------- | --------------- | --------------- | --------------- | --------------- | --------------- | --------------- | --------------- | --------------- | --------------- | --------------- | --------------- | --------------- | --------------- | --------------- | --------------- | --------------- | --------------- | --------------- | --------------- | --------------- |
|                 | 1               | 2               | 3               | 4               | 5               | 6               | 7               | 8               | 9               | 10              | 11              | 12              | 13              | 14              | 15              | 16              | 17              | 18              | 19              | 20              | 21              | 22              | 23              | 24              | 25              | 26              | 27              | 28              | 29              | 30              | 31              |                 |
| Gennaio         | Me              | Gi              | Ve              | Sa              | Do              | Lu              | Ma              | Me              | Gi              | Ve              | Sa              | Do              | Lu              | Ma              | Me              | Gi              | Ve              | Sa              | Do              | Lu              | Ma              | Me              | Gi              | Ve              | Sa              | Do              | Lu              | Ma              | Me              | Gi              | Ve              |                 |
| Febbraio        | Sa              | Do              | Lu              | Ma              | Me              | Gi              | Ve              | Sa              | Do              | Lu              | Ma              | Me              | Gi              | Ve              | Sa              | Do              | Lu              | Ma              | Me              | Gi              | Ve              | Sa              | Do              | Lu              | Ma              | Me              | Gi              | Ve              |                 |                 |                 |                 |
| Marzo           | Sa              | Do              | Lu              | Ma              | Me              | Gi              | Ve              | Sa              | Do              | Lu              | Ma              | Me              | Gi              | Ve              | Sa              | Do              | Lu              | Ma              | Me              | Gi              | Ve              | Sa              | Do              | Lu              | Ma              | Me              | Gi              | Ve              | Sa              | Do              | Lu              |                 |
| Aprile          | Ma              | Me              | Gi              | Ve              | Sa              | Do              | Lu              | Ma              | Me              | Gi              | Ve              | Sa              | Do              | Lu              | Ma              | Me              | Gi              | Ve              | Sa              | Do              | Lu              | Ma              | Me              | Gi              | Ve              | Sa              | Do              | Lu              | Ma              | Me              |                 |                 |
| Maggio          | Gi              | Ve              | Sa              | Do              | Lu              | Ma              | Me              | Gi              | Ve              | Sa              | Do              | Lu              | Ma              | Me              | Gi              | Ve              | Sa              | Do              | Lu              | Ma              | Me              | Gi              | Ve              | Sa              | Do              | Lu              | Ma              | Me              | Gi              | Ve              | Sa              |                 |
| Giugno          | Do              | Lu              | Ma              | Me              | Gi              | Ve              | Sa              | Do              | Lu              | Ma              | Me              | Gi              | Ve              | Sa              | Do              | Lu              | Ma              | Me              | Gi              | Ve              | Sa              | Do              | Lu              | Ma              | Me              | Gi              | Ve              | Sa              | Do              | Lu              |                 |                 |
| Luglio          | Ma              | Me              | Gi              | Ve              | Sa              | Do              | Lu              | Ma              | Me              | Gi              | Ve              | Sa              | Do              | Lu              | Ma              | Me              | Gi              | Ve              | Sa              | Do              | Lu              | Ma              | Me              | Gi              | Ve              | Sa              | Do              | Lu              | Ma              | Me              | Gi              |                 |
| Agosto          | Ve              | Sa              | Do              | Lu              | Ma              | Me              | Gi              | Ve              | Sa              | Do              | Lu              | Ma              | Me              | Gi              | Ve              | Sa              | Do              | Lu              | Ma              | Me              | Gi              | Ve              | Sa              | Do              | Lu              | Ma              | Me              | Gi              | Ve              | Sa              | Do              |                 |
| Settembre       | Lu              | Ma              | Me              | Gi              | Ve              | Sa              | Do              | Lu              | Ma              | Me              | Gi              | Ve              | Sa              | Do              | Lu              | Ma              | Me              | Gi              | Ve              | Sa              | Do              | Lu              | Ma              | Me              | Gi              | Ve              | Sa              | Do              | Lu              | Ma              |                 |                 |
| Ottobre         | Me              | Gi              | Ve              | Sa              | Do              | Lu              | Ma              | Me              | Gi              | Ve              | Sa              | Do              | Lu              | Ma              | Me              | Gi              | Ve              | Sa              | Do              | Lu              | Ma              | Me              | Gi              | Ve              | Sa              | Do              | Lu              | Ma              | Me              | Gi              | Ve              |                 |
| Novembre        | Sa              | Do              | Lu              | Ma              | Me              | Gi              | Ve              | Sa              | Do              | Lu              | Ma              | Me              | Gi              | Ve              | Sa              | Do              | Lu              | Ma              | Me              | Gi              | Ve              | Sa              | Do              | Lu              | Ma              | Me              | Gi              | Ve              | Sa              | Do              |                 |                 |
| Dicembre        | Lu              | Ma              | Me              | Gi              | Ve              | Sa              | Do              | Lu              | Ma              | Me              | Gi              | Ve              | Sa              | Do              | Lu              | Ma              | Me              | Gi              | Ve              | Sa              | Do              | Lu              | Ma              | Me              | Gi              | Ve              | Sa              | Do              | Lu              | Ma              | Me              |                 |

## Premi Nobel
In quest'anno sono stati conferiti i seguenti Premi Nobel:
- per la pace: International Campaign to Ban Landmines (ICBL), Jody Williams
- per la letteratura: Dario Fo
- per la medicina: Stanley Prusiner
- per la fisica: Steven Chu, Claude Cohen-Tannoudji, William Phillips
- per la chimica: Paul Delos Boyer, Jens Christian Skou, John Ernest Walker
- per l'economia: Robert Merton, Myron Scholes

## Sport
- 5 febbraio, Palermo – La Juventus si aggiudica la Supercoppa UEFA 1996, vincendo 3-1 contro il Paris S.G.
- 1º marzo, Atlantic City – Sugar Ray Leonard perde l'ultimo incontro della sua carriera con Héctor Camacho.
- 22 marzo, Grenoble – L'Italia del rugby batte 40-32 la Francia allo Stadio Lesdiguières cogliendo la prima vittoria contro la rivale transalpina e vincendo la Coppa FIRA 1995-1997.
- 23 marzo, Hong Kong – Le Figi, trascinate da Waisale Serevi, vincono la loro prima Coppa del Mondo di rugby a 7 sconfiggendo in finale il Sudafrica 24-21.
- 29 marzo, Trieste – In Italia-Moldavia 3-0, Christian Vieri segna la millesima rete della storia azzurra.
- 12 aprile, Las Vegas – Oscar de la Hoya sconfigge Pernell Whitaker e vince il titolo WBC dei pesi welter.
- 14 maggio, Rotterdam – La Coppa delle Coppe 1996-1997 è vinta dal Barcellona, che supera per 1-0 il Paris S.G.
- 21 maggio, Milano – Lo Schalke 04 vince la Coppa UEFA sconfiggendo l'Inter ai rigori.
- 23 maggio, Bergamo – La Juventus pareggia 1-1 contro l'Atalanta, vincendo con una giornata di anticipo il suo 24º scudetto.
- 28 maggio, Monaco di Baviera – Il Borussia Dortmund diviene campione d'Europa sconfiggendo per 3-1 la Juventus nella finale di Champions League.
- 29 maggio, Vicenza – Il Vicenza conquista il suo primo trofeo, la Coppa Italia, battendo per 3-0 il Napoli allo Stadio Romeo Menti.
- 8 giugno, Reggio Calabria – Il Brescia guadagna la terza promozione in Serie A della sua storia.
- 23 giugno, Londra – Pete Sampras si conferma campione di Wimbledon, battendo in finale Cédric Pioline.
- 28 giugno, Las Vegas – Si tiene la rivincita tra Evander Holyfield e Mike Tyson per il titolo mondiale dei pesi massimi: Tyson perderà per squalifica.
- 29 giugno, La Paz – Il Brasile si laurea campione sudamericano battendo 3-1 la Bolivia.
- 9 luglio, Nevada – La Commissione Atletica del Nevada revoca a Tyson la licenza di pugile professionista per un anno.
- 25 luglio, Barcellona – Il calciatore brasiliano Ronaldo passa dal Barcellona all'Inter per 50 miliardi di lire.
- 13 agosto, Belo Horizonte – Il Cruzeiro vince la Coppa Libertadores 1997, imponendosi 1-0 sullo Sporting Cristal.
- 23 agosto, Torino – La Juventus conquista la sua seconda Supercoppa italiana, superando 3-0 il Vicenza.
- 31 agosto, Brno. Al termine del Gran Premio della Repubblica Ceca della classe 125cc, Valentino Rossi su Aprilia si laurea per la prima volta in carriera Campione del Mondo. Al traguardo chiuderà terzo dietro le Honda di Noboru Ueda e Tomomi Manako.
- 26 ottobre, Circuito di Jerez de la Frontera – Jacques Villeneuve vince la 48ª edizione del campionato mondiale di Formula 1, precedendo di tre punti Michael Schumacher.
- 28 novembre-30 novembre, Göteborg – La squadra svedese di Coppa Davis vince l'86ª edizione del torneo sconfiggendo 5-0 gli Stati Uniti.
- 2 dicembre, Tokyo – Il Borussia Dortmund sconfigge 2-0 il Cruzeiro e fa sua la Coppa Intercontinentale 1997.
- 21 dicembre, Riad – Il Brasile batte 6-0 l'Australia e conquista la FIFA Confederations Cup 1997.
- 23 dicembre, Zurigo – Ronaldo è insignito del Pallone d'oro.